# Baureihe 111
De Baureihe 111 is een elektrische locomotief bestemd voor het personenvervoer van de Deutsche Bundesbahn (DB).

## Geschiedenis
Door de modernisering van diverse componenten werd in de jaren 1970 besloten een opvolger voor de locomotieven van de serie 110 te ontwikkelen. Hierbij werd veel aandacht aan de draaistellen en de inrichting van de cabine besteed. De ontwikkelingen stonden onder leiding van de firma Krauss-Maffei uit München-Allach.
In december 1974 vond de roll-out van de eerste locomotief de 111 001 bij Krauss-Maffei in München-Allach plaats.
Naast Krauss-Maffei bouwden ook Henschel en Krupp deze locomotieven. De elektrische installatie werd verzorgd door Siemens, AEG en BBC.
De laatste serie locomotieven was niet nodig voor de bedrijfsvoering van de Deutsche Bundesbahn (DB) maar redde op dat moment de werkgelegenheid van de Duitse industrie.
Toen het ernaar uitzag dat het te duur werd om de nieuwe S-Bahn Rhein-Ruhr uitsluitend met treinstellen van de serie 420/421 te bedienen, werd een variant bedacht. Deze bestond uit rijtuigen van het type x met een stuurstand aan de ene zijde en een locomotief uit de serienummers 111 111 t/m 111 188 aan de andere zijde. Voor deze combinaties werden zeitmultiplexe Wendezugsteuerung (ZWS) gebruikt. Deze locomotieven zijn inmiddels vervangen door locomotieven van de serie 143.
De locomotief 111 227 was de laatste uitgerust met conventionele wisselstroom (AC) techniek. Na de val van de muur werd in 1991 onder politieke druk de door de DR ontwikkelde serie 212.1 uitgerust met conventionele wisselstroom (AC) techniek verder te ontwikkelen en samen met DB te bouwen als serie 112.1.
In het voorjaar van 2012 werd locomotief 111 001 buiten dienst gesteld en als museumloc naar DB Museum te Koblenz-Lützel overgebracht.

### Ongevallen
Locomotief 111 109 als Ex 220 "Donau-Kurier" kwam op 27 augustus 1981 in het Oostenrijkse stad Wels in botsing met de kruisende goederentrein 44030 getrokken door de locomotief 1042 560. De locomotief was zo zwaar beschadigd, dat deze ter plaatse werd gesloopt.
Locomotief 111 004 werd op 24 november 2006 door een ongeval met een vrachtwagen op een overweg bij Eschenlohe zwaar beschadigd. Deze locomotief werd afgevoerd naar Bw München en op 30 mei 2008 samen met twee locomotieven van de serie 110 gesloopt.
Locomotief 111 090, die een regionale sneltrein (Regional-Express) trok in de richting van Brunswijk, reed in Peine op 16 juni 2010 aan het eind van de avond in op een aantal ontspoorde goederenwagons. Door de kracht van de botsing doorboorde de loc een geluidswal en belandde in de tuin van een woonblok. De machinist raakte ernstig gewond. De locomotief was zwaar beschadigd en werd na het onderzoeken van het ongeval op 28 juni 2010 gesloopt.,

## Constructie en techniek
De locomotief heeft een stalen frame. Op de draaistellen wordt elke as door een elektrische motor aangedreven.

### Nummers
De locomotieven zijn door de Deutsche Bundesbahn (DB) als volgt genummerd.
- 111 001 – 005: prototype, gebouwd door Krauss-Maffei
- 111 006 – 070: eerste serie, gebouwd door Krauss-Maffei
- 111 071 – 110: tweede serie, gebouwd door Krauss-Maffei
- 111 111 – 188: derde serie, gebouwd door Krauss-Maffei, Krupp en Henschel, uitgerust met zeitmultiplexe Wendezugsteuerung (ZWS)
- 111 189 – 227: vierde serie, gebouwd door Krauss-Maffei, Krupp en Henschel

## Treindiensten
De locomotieven worden door de Deutsche Bahn (DB) ingezet in het personenvervoer op diverse trajecten in onder meer Duitsland en Oostenrijk.

## Foto's

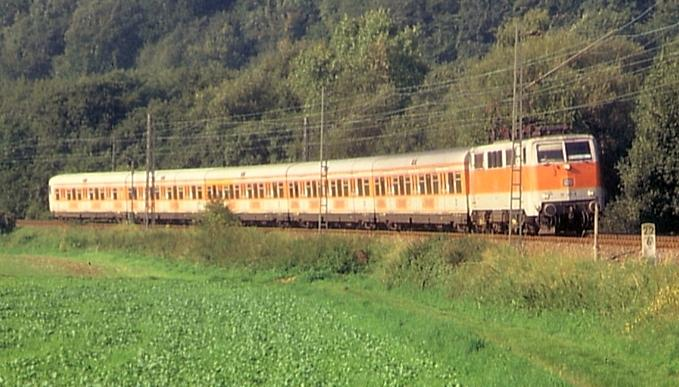
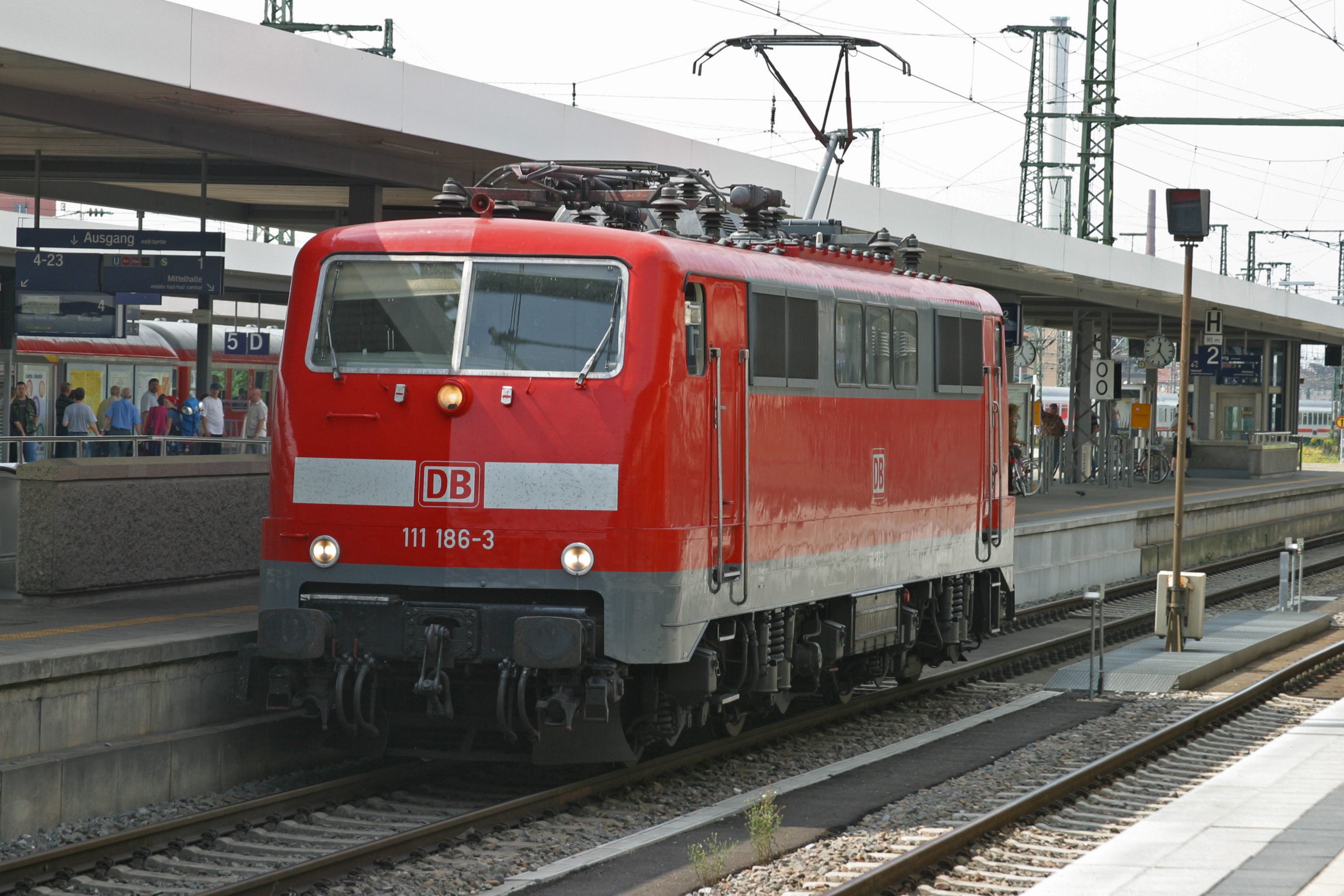
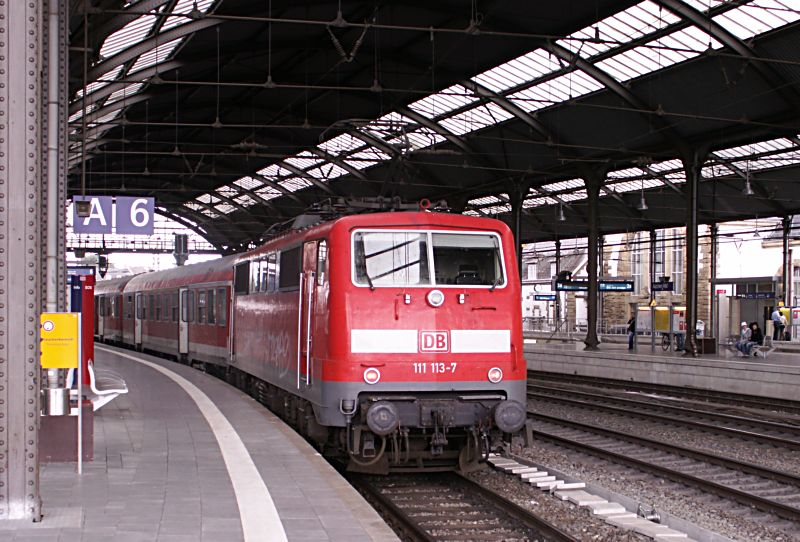
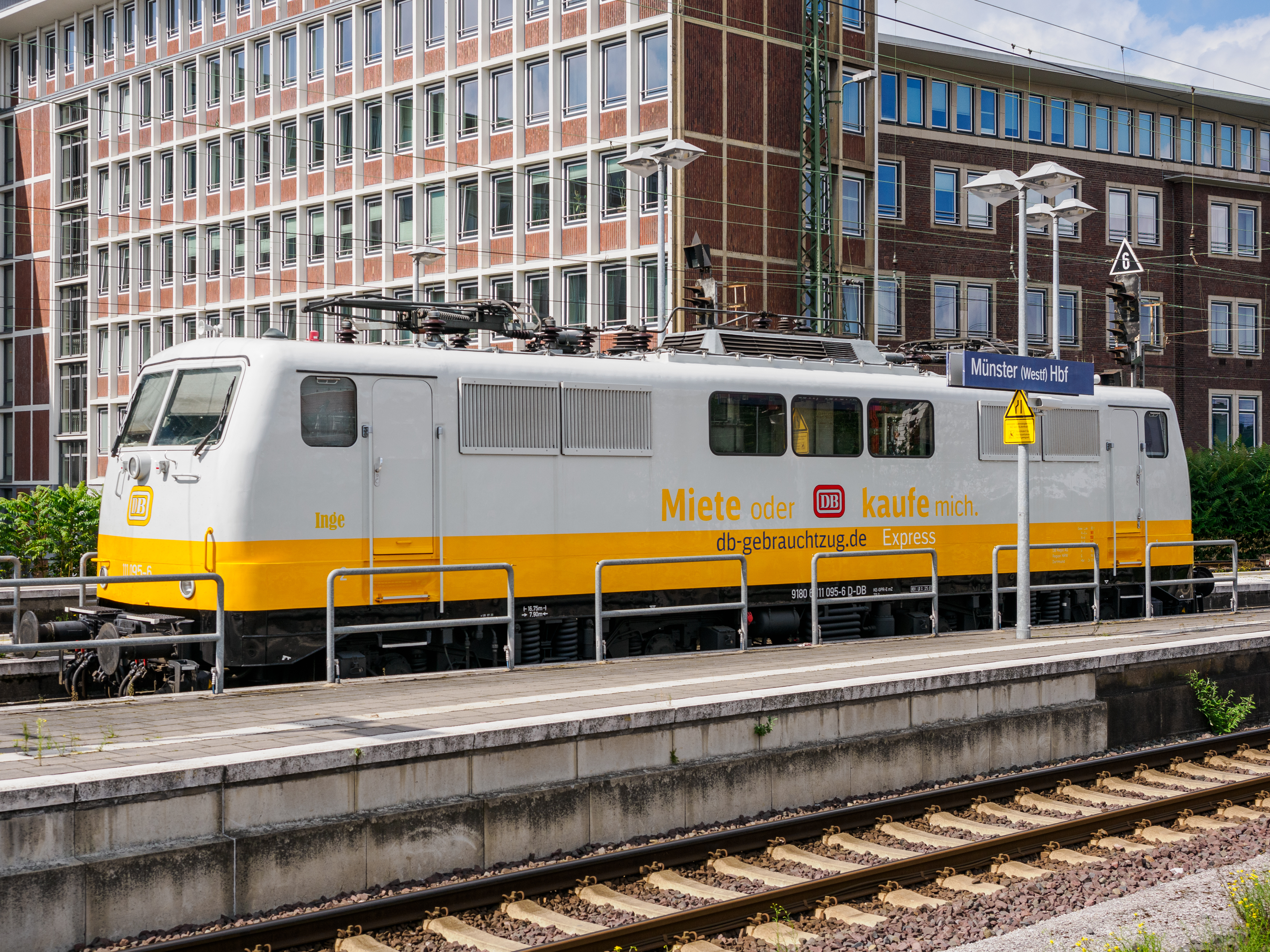